# Суини, Тим
Ти́моти Дин Суи́ни (англ. Timothy Dean Sweeney) — американский программист и бизнесмен. Является основателем и CEO компании Epic Games, а также одним из ключевых разработчиков Unreal Engine, одного из самых востребованных игровых движков. Помимо этого известен общественной деятельностью в Северной Каролине, где он инвестирует в сохранение природы.

## Биография
Тим Суини вырос в Потомаке в семье с двумя старшими братьями. С раннего возраста Суини нравилось копаться в механических и электрических устройствах; по его словам, уже в возрасте пяти или шести лет он разобрал газонокосилку, а затем собрал себе карт. К концу 1970-х годов, когда аркадные игры набрали популярность, Тим Суини заинтересовался их устройством, благодаря чему узнал о программируемых компьютерах. Хотя в семье Суини был Atari 2600, Тим не интересовался тамошними играми, за исключением Adventure. Позднее Суини упомянет, что в своей жизни он играл в мало игр, ещё меньше прошёл полностью: ему было интересно не столько играть в игры, сколько разбираться, как они работают.
В одиннадцатилетнем возрасте Суини навестил брата, у которого был стартап-проект в Калифорнии, где познакомился с первыми IBM PC. Суини провёл неделю, изучая BASIC, что привило ему интерес к программированию; ранее у него был доступ к Commodore 64, но IBM PC был куда проще в использовании. Когда его семья приобрела Apple II, Суини всерьёз принялся за программирование: он захотел создать Adventure 2 в духе игры на Atari 2600. По прикидкам Суини, в возрасте 11—15 лет он потратил свыше 10 000 часов на изучение программирования, используя информацию с BBS, и создал несколько игр, хотя никому их не показывал. Благодаря братьям он также научился коммерции: в подростковом возрасте он зарабатывал деньги, предлагая состоятельным жителям района постричь газон вдвое дешевле стоимости профессиональных услуг.
Примерно в 1989 году Суини поступил в Мэрилендский университет, где изучал машиностроение, но сохранил свою страсть к компьютерам. Примерно в это время его отец, работавший в Военном картографическом управлении, подарил ему IBM PC/AT. Суини занялся консалтинговым бизнесом, основав компанию Potomac Computer Systems прямо в доме родителей, предлагая помощь с настройкой компьютеров, однако бизнес не взлетел и он отложил эту идею. Позднее Суини пришёл к идее создания игр на продажу и начал работать над ними в свободное от учёбы время — по ночам и на выходных. Он начал с разработки текстового редактора на Паскале для облегчения дальнейшей работы, после чего ему в голову пришла мысль создать игру на основе самого текстового редактора — так родился прототип ZZT. Дав университетским друзьям и соседям поиграть в игру, он понял, что её можно продавать другим владельцам компьютеров. Решив использовать модель shareware для распространения игры, Суини попросил совета у Скотта Миллера, работавшего в Apogee Software, Ltd. — эта компания была ведущим разработчиком условно-бесплатного программного обеспечения на тот момент. Продажа ZZT велась от лица Potomac Computer Systems; отец помогал Тиму с обработкой заказов по почте. ZZT продавалась относительно хорошо, принося компании около 100 долларов в день, потому Суини решил продолжить карьеру разработчика игр. Осознав, что название Potomac Computer Systems не очень подходит игровой компании, он переименовал её в Epic MegaGames.
Суини принялся за разработку своей следующей игры, Jill of the Jungle, однако понял, что ему не хватает навыков для того, чтобы закончить её в одиночку. Он набрал команду из четырёх человек, которая разработала игру к середине 1992 года. Кроме того, Суини приступил к поиску бизнес-парнёра для управления Epic MegaGames, которым стал Марк Рейн, только ушедший из id Software. Поскольку Epic быстро развивалась, Суини забросил учёбу в университете. После этого Суини принялся за разработку Unreal Engine, использованного в шутере Unreal 1998 года и лицензированного для использования во многих играх других студий. После успешного выпуска Unreal, компания переехала в Северную Каролину в 1999 году и сменила название на Epic Games.

## Общественная деятельность
После того, как лопнул пузырь на рынке жилищного строительства США, Суини использовал своё состояние для выкупа больших участков земли в Северной Каролине с целью охраны природы, и стал одним из крупнейших частных землевладельцев штата. По состоянию на декабрь 2019 года, Суини владеет 50 000 акрами леса (около 20 000 гектар), в том числе 7000-акровым (2800-гектарным) парком Бокс-Крик, на котором проживает и прорастает более 130 редких и вымирающих биологических видов. В 2016 году Суини передал консервационный сервитут на Бокс-Крик Службе охраны рыбных ресурсов и диких животных США, чтобы воспрепятствовать постройке линии электропередач через этот участок. Кроме того, он участвовал в расширении парка штата Маунт-Митчелл, подарив ему 1500 акров (около 600 гектар) земли.
В апреле 2021 года Суини объявил о передаче 7 500 акров (около 3000 гектар) земли организации Southern Appalachian Highlands Conservancy. Это стало самой большой передачей земли от частного лица с целью охраны природы в истории Северной Каролины.

## Награды и признание
В 2007 году Wired присудил Суини Rave Award за работу над Unreal Engine 3 — технологии, на котором работал блокбастер Gears of War. В феврале 2012 года Суини был включён в зал славы Академии интерактивных искусств и наук за разработку Unreal Engine и «стремление студии Epic вывести как потребительские, так и индустриальные технологии на новый уровень». В 2017 году Суини удостоился премии за жизненные достижения на Game Developers Choice Awards. В 2019 году журнал MCV назвал его человеком года. Аналогичное звание ему присвоили на Forbes Media Awards 2020.

## Личная жизнь
Суини проживает в Кэри (Северная Каролина). По данным Forbes, состояние Суини на май 2022 года оценивается в 7,6 миллиарда долларов. Bloomberg оценивает его состояния в 9,6 миллиарда.
С 2006 года Суини владеет рядом патентов, связанных с программным обеспечением.